# Texte zur Kunst
Texte zur Kunst (TZK) ist eine deutsche Kunstzeitschrift.
Texte zur Kunst wurde 1990 in Köln gegründet und wird seit 2000 durch den gleichnamigen Verlag in Berlin verlegt. Die Zeitschrift erscheint vierteljährlich in einer 5000er-Auflage. Gegründet wurde die Zeitschrift von Isabelle Graw, die seit dem Tod des Mitbegründers Stefan Germer im Jahr 1998 alleinige Herausgeberin und Geschäftsführerin von Zeitschrift und Verlag ist. Die Verlagsleitung obliegt Silvia Koch.

## Inhalt
Die Publikation Texte zur Kunst im relativ kleinen Format von 166 × 230 mm und einem Umfang von rund 300 Seiten veröffentlicht anspruchsvolle Beiträge zu zeitgenössischer Kunst und Kultur. Die jeweils unter einem thematischen Titel erscheinenden Ausgaben enthalten deutsch- und englischsprachige Essays, Interviews, Gesprächsrunden und Besprechungen, in denen aktuelle Kunst, Film und Musik, aber auch Mode und Design diskutiert werden. In grundlegenden Essays werden kunstgeschichtliche Fragestellungen und Themen zu gesellschaftspolitischer Theorie und Kulturpolitik erörtert. Thematische Schwerpunkte von Texte zur Kunst liegen in den Bereichen Institutionskritik, Feminismus, Medienkritik und Subjektivitätstheorie.

## Kunsteditionen
Mit jeder Ausgabe bietet Texte zur Kunst spezielle Kunsteditionen von Werken zeitgenössischer Künstler an, die direkt über die Zeitschrift bezogen werden können.

## Redaktion
Die Redaktion besteht aus Antonia Kölbl (V. i. S. d. P.), Leonie Huber und Anna Sinofzik. Im redaktionellen Beirat der Zeitschrift sitzen: Sven Beckstette, Sabeth Buchmann, Helmut Draxler, Jutta Koether, Mahret Ifeoma Kupka, Dirk von Lowtzow, Ana Magalhães, Hanna Magauer, André Rottmann, Irene V. Small, Beate Söntgen, Mirjam Thomann, Brigitte Weingart.

## Ausstellung
In den Berliner Ausstellungsräumen der Sammlung Haubrok wurden im Jahre 2010 sämtliche Künstlereditionen der Zeitschrift aus den vorangegangenen 20 Jahren gezeigt.